# فجل كوري
الفجل الكوري أو مو هو نوع من الفجل الأبيض ذو ملمس مقرمش ثابت. 
على الرغم من أن مو ( 무</link> ) هو مصطلح عام للفجل في اللغة الكورية، إلا أن الكلمة عادةً ما تُستخدم بمعناها الضيق، في إشارة إلى الفجل الأبيض، أو على وجه التحديد الفجل الكوري ( 조선무، جوسون مو ). الفجل الكوري قصير، قوي، ومتين بشكل عام، وله لون أخضر باهت في منتصفه باتجاه الأعلى. كما أنها تتمتع الفجلة بنكهة قوية وألياف كثيفة وأوراق ناعمة. تستخدم الأوراق الخضراء كخضروات في أطباق مختلفة.

## الوصف
الفجل الكوري، مثل غيره من أنواع الفجل، هو محصول سنوي أو ثنائي الحول يزرع لجذوره الوتدية. تزن الجذور الأسطوانية المستديرة حوالي 800 غرام (28 أونصة)، أي ما يعادل تقريبًا 20 سنتيمتر (7.9 بوصة) طولاً، ويبلغ قطرها 7-8 سم (2.8-3.1 إنش).  يكون الفجل الكوري الذي يُحصد في الوقت المناسب مقرمشًا وحارًا وحلوًا.
الجزء العلوي من الجذور عبارة عن سيقان جوفية تنمو منها الأوراق الطويلة البيضاوية. الأوراق ريشية الشكل ذات فص طرفي متضخم وفصوص جانبية أصغر مرتبة في وريدة.  الزهور ذات لون أبيض إلى أرجواني فاتح تظهر على نورة عنقودية من أبريل إلى مايو. البتلات أطول بمرتين من فصوص الكأس، والتي يبلغ طولها 7 مليمتر (0.28 بوصة). يوجد مدقة وسداة رباعية الحركة.  الثمار عبارة عن قرون صغيرة يبلغ طولها حوالي 4–6 سنتيمتر (1.6–2.4 بوصة)، مع قشور صلبة وبذور بنية محمرة. 

## الزراعة
بدأت زراعة الفجل في كوريا في عصر الممالك الثلاث، وكان يعتبر من أهم المحاصيل في عصر كوريو.  في عام 2015، كان الفجل هو المحصول الأكثر زراعة في كوريا الجنوبية، حيث بلغت مساحة زراعته 70,000 هكتار (170,000 أكر) وبلغ إنتاجه السنوي 4.5 مليون طناً.  يستغرق الفجل الكوري حوالي 3 أشهر حتى ينمو ويُحصد. إذا خُزّن الفجل المحصود في الخريف بشكل صحيح في الأقبية الأرضية غير المجمدة، فيمكن حفظه حتى الربيع. 

## الاستخدام في المطبخ
يُستخدم كل جزء من النبات، من الجذر الرئيسي إلى الخضرة. الفجل الكوري عنصرٌ أساسي في الحساء واليخنات، وأيضًا لصنع مرق أساسي لأطباق مختلفة. 
المكونات
- موتشيونغ – أوراق الفجل المجففة تستخدم لصنع السيرايجي أو تستخدم طازجة في الطهي
- مو-مالاينجي - فجل مجفف، يُحضّر عن طريق تقطيع الفجل إلى شرائح رفيعة وتجفيفه في الشمس
- موسون – براعم الفجل، المزروعة من بذور الفجل
- سيراجي – أوراق الفجل المجففة أو أوراق الملفوف الصيني المجففة
- سامو – فجل رقيق كالورق مخلل بالخل والملح والسكر. وهو أحد خضروات الساما المستخدمة عادة في لف السامجيوبسال أو الجالبي

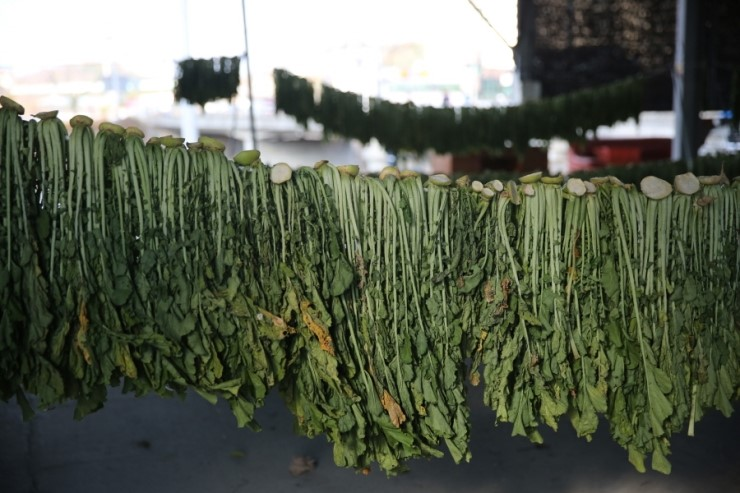
تجفيف الفجل الأخضر لصنع السيرايجي
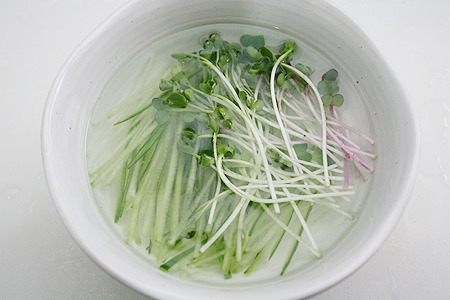
نقع الموس (براعم الفجل) في الماء
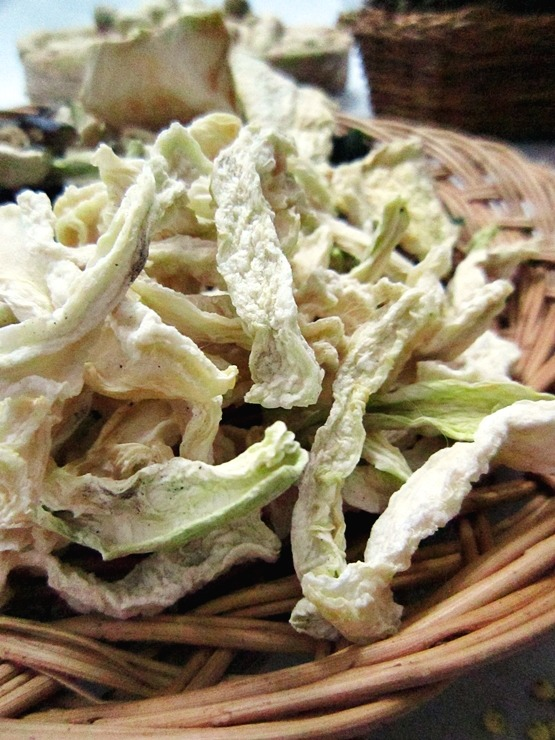
مو-مالاينجي (الفجل المجفف)
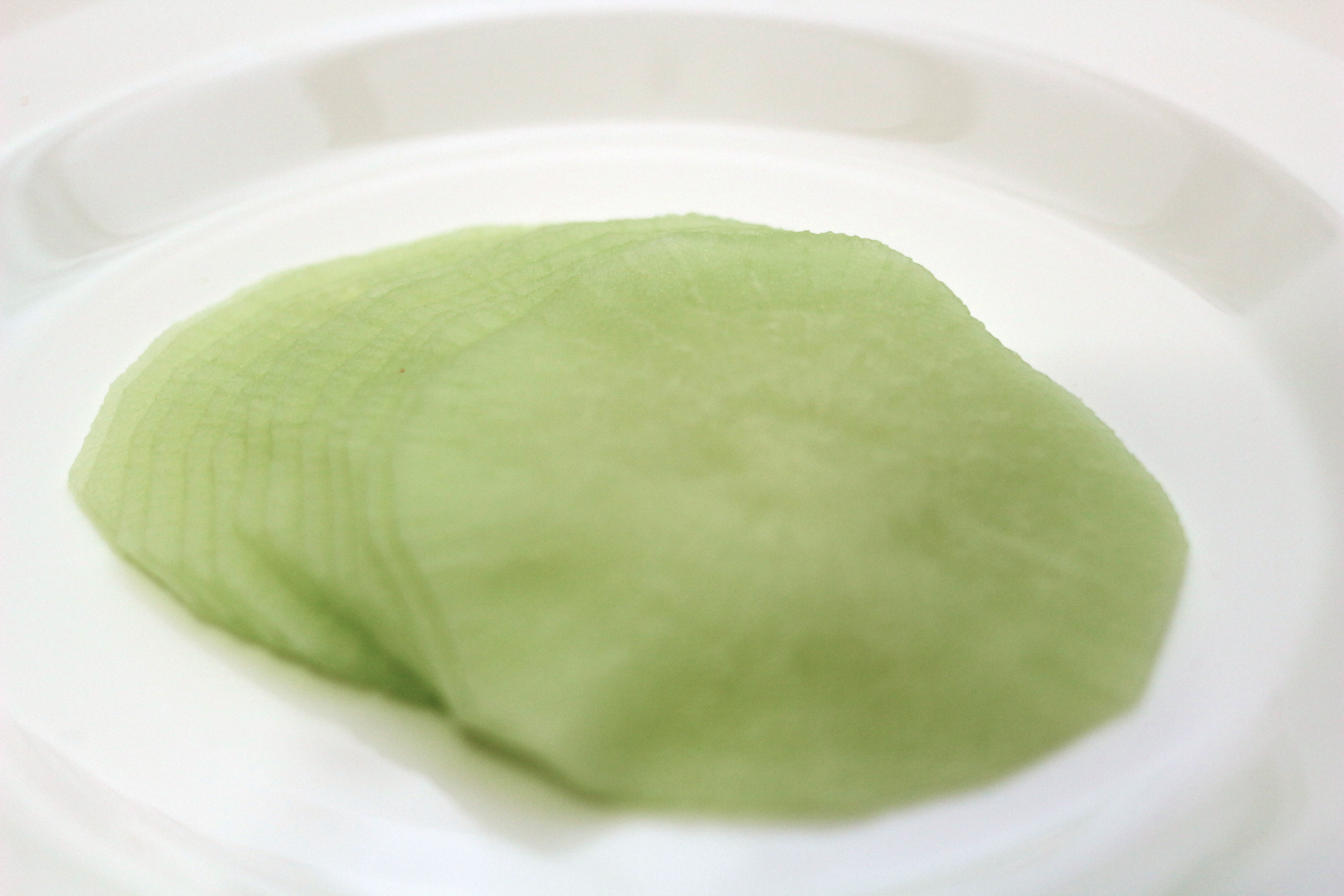
سامو (ورق الفجل المخلل للسام )

الأطباق
- دونج تشيمي – نوع من الكيمتشي المائي، يصنع عن طريق سكب الماء المغلي ثم المبرد على الفجل المقطّع والمملح، والفلفل الحار المخلل. أما المكونات التي توضع في كيس من القماش القطني فتشمل التفاح، والكمثرى، والثوم، والزنجبيل، وبذور الفلفل الحار، والبصل الأخضر، والخردل الأخضر. تُخرج المكونات الموجودة في كيس الشاش بعد مرور 20 إلى 30 يومًا.
- كاككدوغي - نوع من الكيمتشي، مصنوع من تتبيل الفجل المملح والمقطع إلى مكعبات بمزيج مهروس من الفلفل الأحمر والبصل الأخضر والكمثرى والبصل وصلصة السمك ومسحوق الفلفل الحار وشراب البرقوق والملح. يرش البصل الأخضر المفروم فوق الخليط.
- موباب - نوع من أنواع الباب (طعام أساسي)، مصنوع من الأرز والفجل المقطع. يتم تقديمه عادة مع صلصة الصويا المتبلة.
- موغوك – نوع من الجوك (الحساء)، مصنوع من شرائح لحم البقر والفجل، مقلية في زيت السمسم، ثم مطبوخة بالماء وصلصة الصويا للحساء، ومتبلة بالملح وقليل من الفلفل الأسود.
- مو-جانجاجي – نوع من أنواع الجانجاججي (المخللات)، يصنع عن طريق قلي مو-مالاينجي (الفجل المجفف المقطع إلى شرائح رفيعة) في مقلاة ونقعه في صلصة الصويا.
- مو-مالاينجي-موشيم - نوع من النامول (طبق الخضار المتبل)، بصنع عن طريق خلط مو-مالاينجي المنقوع مع خليط مهروس من البصل والفلفل الأحمر الحار، ثم إضافة صلصة الصويا، وصلصة صويا الحساء، والثوم المفروم والزنجبيل، ومسحوق الفلفل الحار، وشراب البرقوق، والسكر، وبذور السمسم المحمصة.
- مو نامول - نوع من النامول (طبق الخضار المتبل)، يصنع عن طريق تقليب الفجل المقطع إلى شرائح رفيعة والمملح قليلاً في زيت السمسم، ثم إضافة البصل الأخضر المفروم والثوم المفروم وبذور السمسم المحمصة.
- مو-ساينج تشاي - نوع من النامول، يُصنع عن طريق تتبيل الفجل المقطع إلى شرائح رفيعة بمسحوق الفلفل الحار، وصلصة السمك، والملح، وشراب البرقوق، والثوم المفروم، والبصل الأخضر المفروم، وبذور السمسم المحمصة.
- مو-سيروتوك - نوع من التتيوك (كعكة الأرز)، وبشكل أكثر تحديدًا مجموعة متنوعة من السيرو-تيوك (كعكة الأرز المطهوة على البخار)، يصنع عن طريق خلط دقيق الأرز مع الفجل المقطع إلى شرائح رفيعة، ووضع الفاصوليا الحمراء المطهوة على البخار والمطحونة في الأعلى، ثم طهيها بالبخار في السيرو (وعاء بخاري من الفخار).
- موسام – نوع من اللفائف أو الأغطية، يصنع عن طريق لف الخضروات المقطعة في سامو (ورق الفجل المخلل ).
- ناباك كيمتشي - نوع من الكيمتشي المائي، يصنع عن طريق سكب مسحوق الفلفل الحار المبرد على الفجل والملفوف الصيني، المقطوعين إلى شرائح مربعة رفيعة ومملحين، وإضافة البصل الأخضر المقطع، والثوم والزنجبيل المقطعين إلى شرائح رفيعة، والفلفل الحار الأحمر منزوع البذور ومقطع إلى شرائح رفيعة. يمكن تحضير مسحوق الفلفل الحار في الماء عن طريق وضع مسحوق الفلفل الحار في كيس من القماش القطني، وتدليك الكيس في الماء المتبل بالملح والسكر. يتم تقديم ناباك-إمشي عادة مع عشبة الماء المفرومة وجوز الصنوبر المحمص.

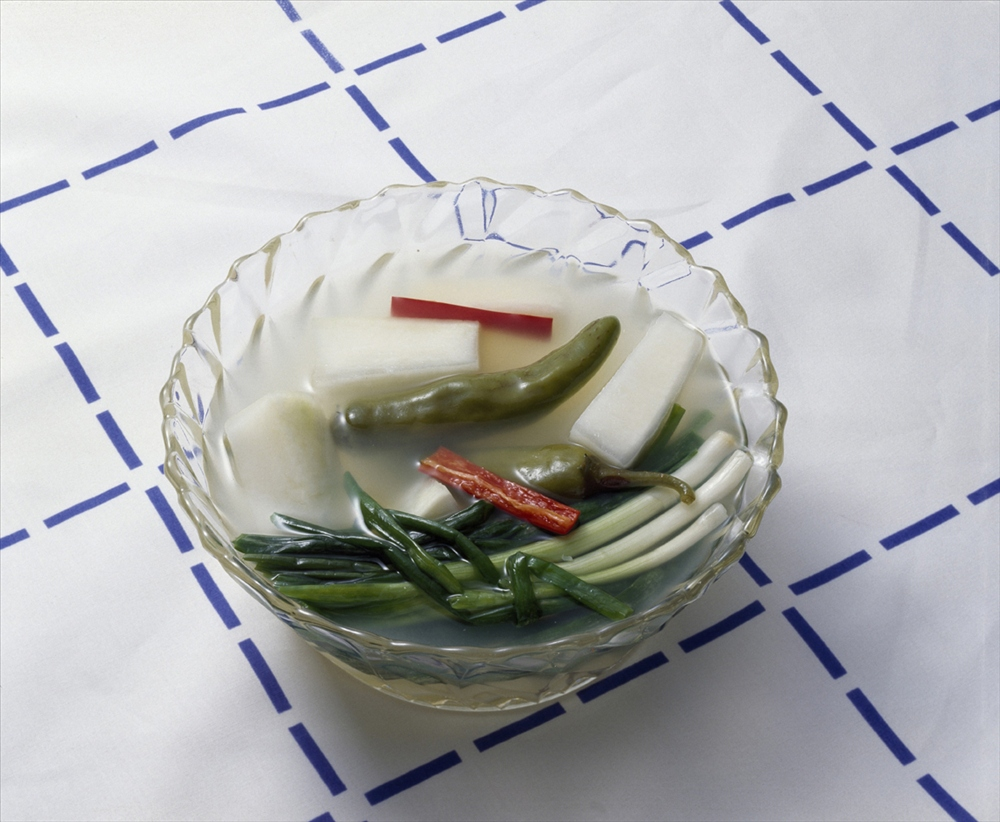
دونج تشيمي (كيمتشي ماء الفجل)
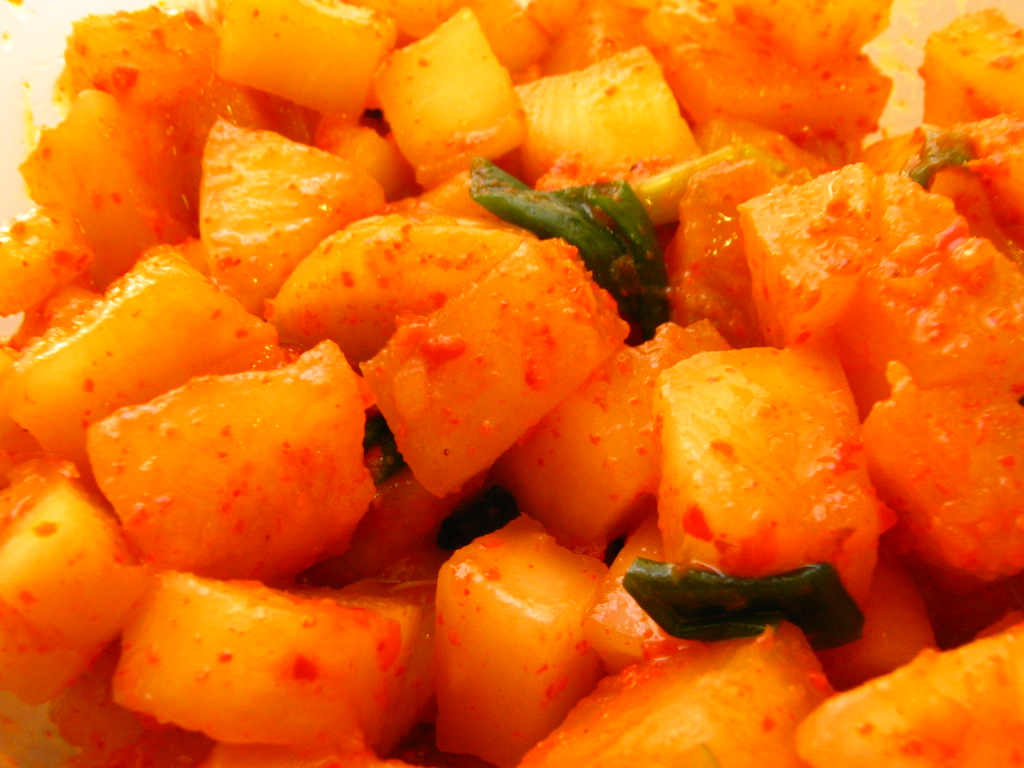
كاكدوغي (كيمتشي الفجل)
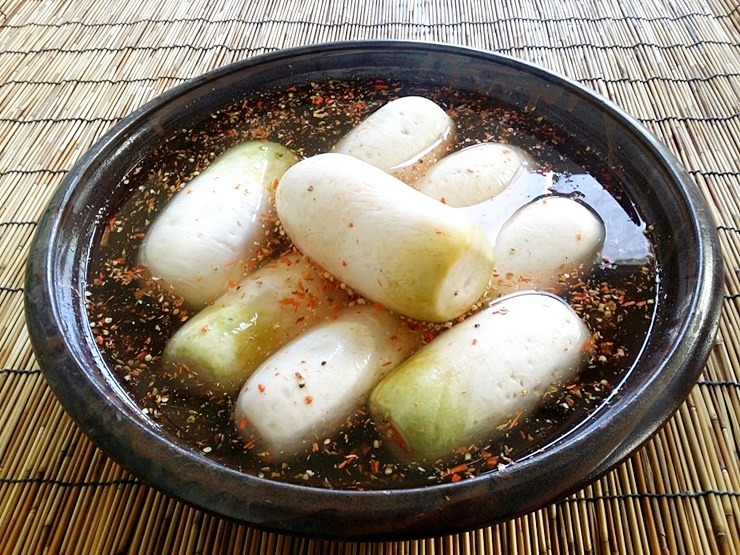
مو جانجي (مخلل الفجل المملح)
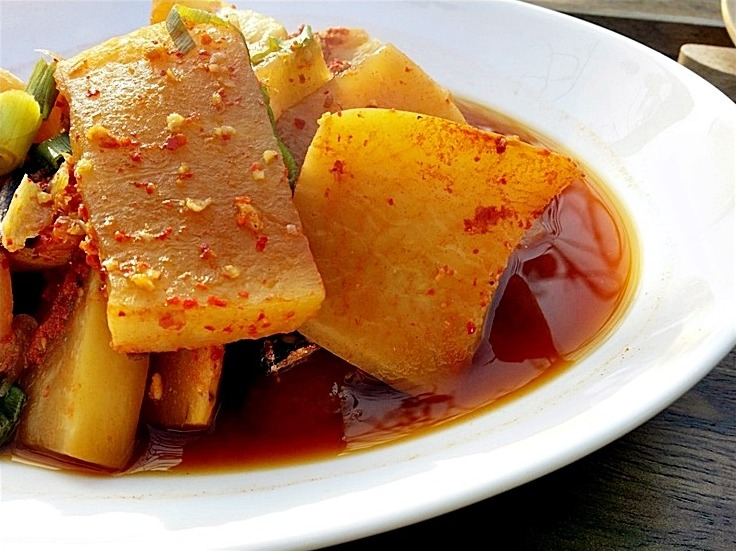
مو- جوريم (الفجل المطهي)
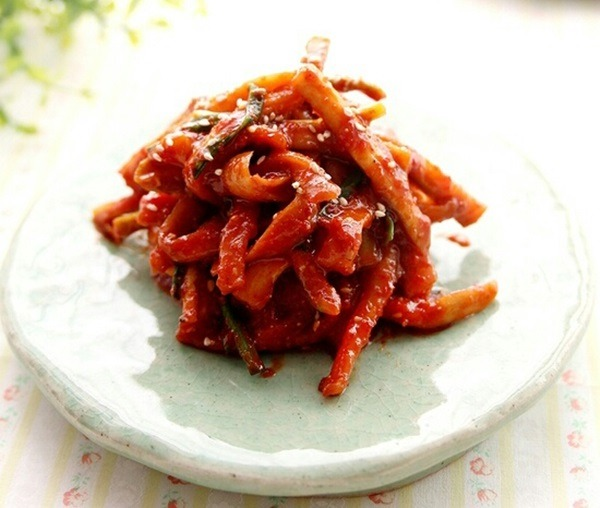
مو-مالاينجي-موشيم (الفجل المجفف المتبل)
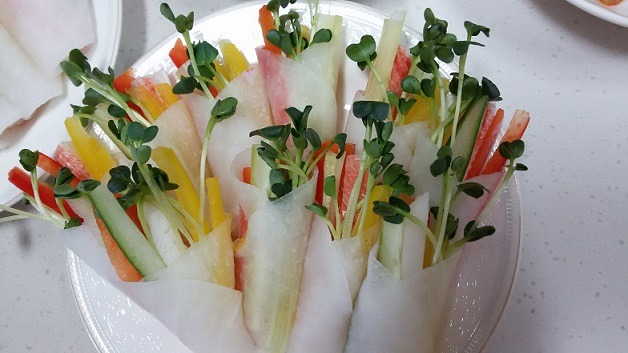
موسم (لفائف الفجل)
فجل مخلل يقدم مع دجاج مقلي على الطريقة الكورية
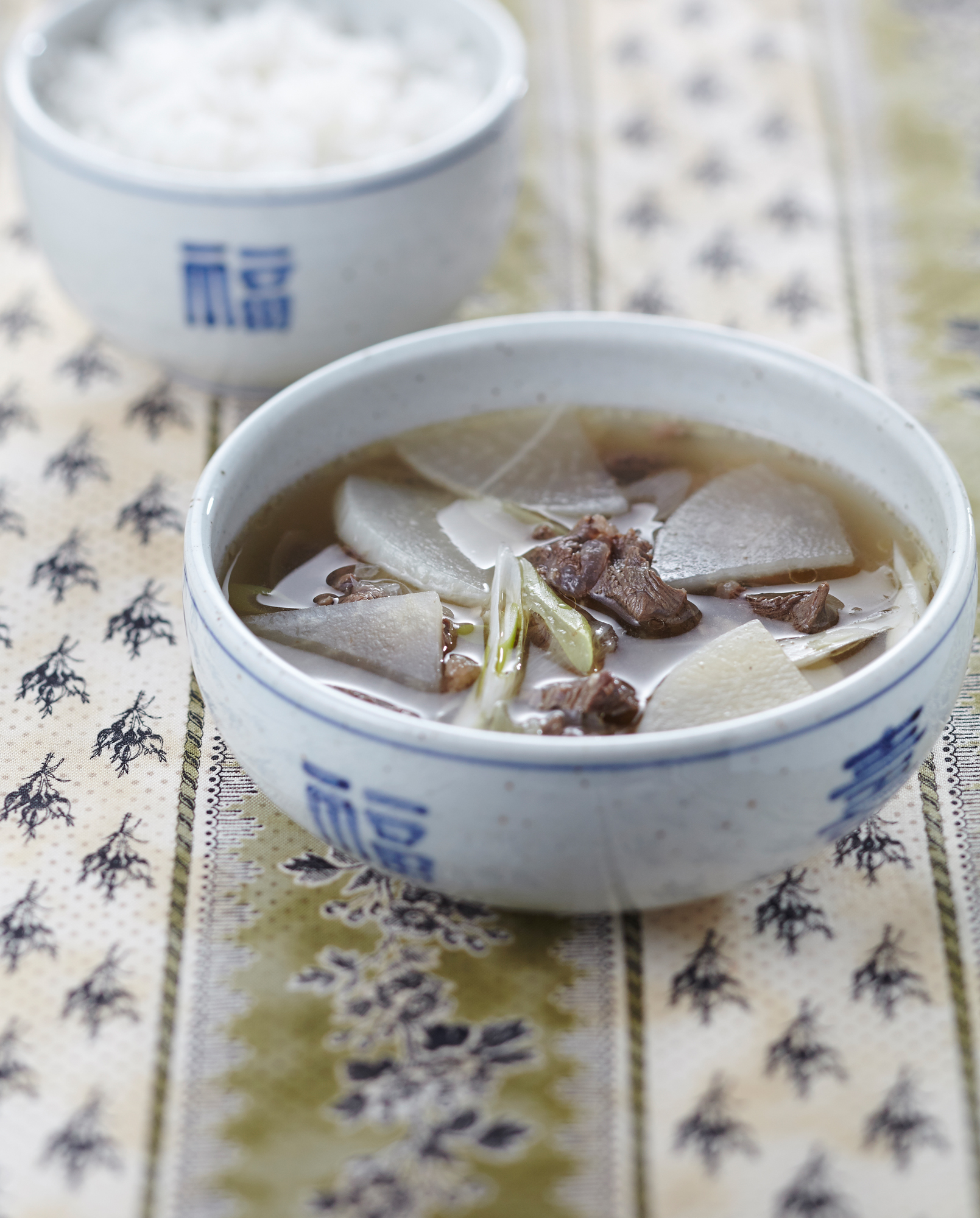
سوجوجي - موجوك (حساء لحم البقر والفجل) مع الأرز